# Marcel Broodthaers

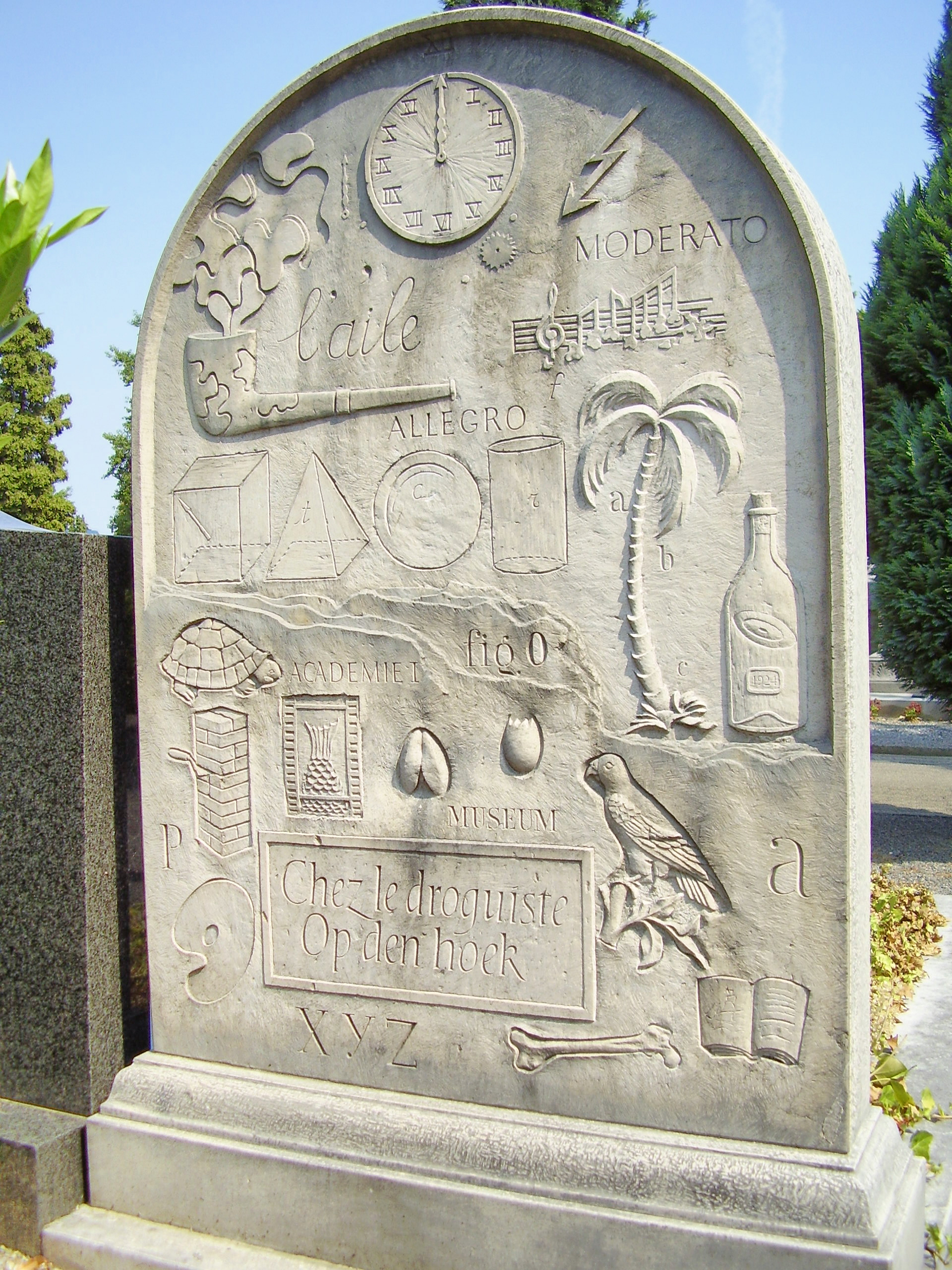
Broodthaers grav

Marcel Broodthaers, född 28 januari 1924 i Bryssel, död 28 januari 1976 i Köln, var en belgisk poet, filmskapare och konstnär med en litterär och skämtsam arbetsmetod.
Marcel Broodthaers föddes i Bryssel i Belgien där han började arbeta med poesi, journalistik och film. Han slog igenom som konstnär då han göt in femtio kopior av sin bok Pense-Bête, som sålt dåligt, i gips. Det var en symbolisk akt som ledde till att han hade skapat sitt första konstobjekt. Han arbetade främst med assemblage, collage och funna objekt, ofta tillsammans med skrivna texter. Han anses vara en föregångare när det gäller installationskonst och institutionell kritik.